# Yenny Acuña
Yenny Andrea Acuña Berrios (Iquique, 18 de mayo de 1997) es una futbolista chilena que se desempeña como delantera en Colo-Colo de la Primera División de fútbol femenino de Chile. Además es internacional con la selección femenina de fútbol de Chile desde el año 2021.

## Trayectoria
Empezó a jugar fútbol a los 9 años en su ciudad natal. Su primer equipo profesional fue el Colegio Deportivo Iquique, que posteriormente se transformaría en Deportes Iquique. En esa etapa compartió con su hermana Francesca, quien también es futbolista.
En 2020 se convirtió en refuerzo de Santiago Morning, donde consiguió su primer título nacional, al ganar el Transición 2020 con las bohemias.  Permaneció en el equipo hasta 2022.
Para 2023 parte al fútbol brasileño, recalando primero en Bahía, consiguiendo el Campeonato Baiano y resultando máxima goleadora de dicho torneo.   En 2024, se suma al plantel de Internacional.
Tras su paso por el equipo de Porto Alegre, es presentada como refuerzo de Colo-Colo en el segundo semestre de 2024, donde consigue el título de Primera División a final de temporada. 

## Selección nacional
Yenny Acuña debutó en la selección absoluta el 13 de abril de 2021 contra Camerún, en duelo de vuelta del repechaje clasificatorio a los Juegos Olímpicos de Tokio 2020. La jugadora fue parte de la delegación chilena en dicho torneo. 
Posteriormente, Acuña participó junto a la selección en la Copa América Femenina 2022 y en los Juegos Panamericanos de 2023, donde Chile obtuvo la medalla de plata.  
En 2025, fue convocada para representar a Chile en la CONMEBOL Copa América Femenina, en su segunda participación en el torneo continental. 

### Partidos internacionales
| Selección chilena | Selección chilena | Selección chilena |
| Año               | Partidos          | Goles             |
| ----------------- | ----------------- | ----------------- |
| 2021              | 11                | 1                 |
| 2022              | 12                | 3                 |
| 2023              | 10                | 2                 |
| 2024              | 8                 | 3                 |
| 2025              | 7                 | 0                 |
| Total             | 48                | 9                 |

## Clubes
| Club             | País   | Año       |
| ---------------- | ------ | --------- |
| Deportes Iquique | Chile  | 2017-2019 |
| Santiago Morning | Chile  | 2020-2022 |
| E. C. Bahía      | Brasil | 2023      |
| Internacional    | Brasil | 2024      |
| Colo-Colo        | Chile  | 2024-     |

## Palmarés

### Campeonatos regionales
| Título              | Club        | Estado | Año  |
| ------------------- | ----------- | ------ | ---- |
| Campeonato Paulista | E. C. Bahía | Bahía  | 2023 |

### Títulos nacionales
| Título              | Club             | País  | Año    |
| ------------------- | ---------------- | ----- | ------ |
| Campeonato Nacional | Santiago Morning | Chile | T-2020 |
| Campeonato Nacional | Colo-Colo        | Chile | 2024   |